# إيفا دارلان
إيفا دارلان (بالفرنسية: Éva Darlan)‏ هي ممثلة فرنسية، ولدت في 3 سبتمبر 1948 بباريس في فرنسا.

## ترشيحات
- جائزة سيزار لأفضل ممثلة مساعدة (1979)

## وصلات خارجية
- إيفا دارلان على موقع IMDb (الإنجليزية)
- إيفا دارلان على موقع ألو سيني (الفرنسية)
- إيفا دارلان على موقع ميوزك برينز (الإنجليزية)
- إيفا دارلان على موقع أول موفي (الإنجليزية)
- إيفا دارلان على موقع قاعدة بيانات الأفلام السويدية (السويدية)
- إيفا دارلان على موقع قاعدة بيانات الفيلم (الإنجليزية)
- إيفا دارلان على موقع كينوبويسك (الروسية)